# Amber D
Amber D (née en 1982 à Staffordshire, en Angleterre) est une DJ et productrice britannique de hard dance. Elle produit et mixe une variété de genres, dont la hard house, la trance, la hardtechno et la hard trance. Sous le nom d'Amber D'Amour, elle joue de la house, de l'electro, de la fidget et de la tech house.

## Biographie
DJ depuis fin 2001, sa première résidence a lieu au légendaire Golden, à Hanley Stoke-on-Trent, où elle a l'habitude de s'échauffer pour des DJ tels que Tiësto, Armin van Buuren, K-Klass, Mauro Picotto, et elle est ensuite DJ sur BPM Radio,. En 2002, elle remporte un concours de DJ à Fluffy, et commence une résidence au club. Elle sort des disques sur des labels de danse tels que Tidy Trax, Kiddfectious, et Riot! et est DJ dans le monde entier, notamment en Europe, en Australie et à Ibiza. Elle fait un Essential Mix en direct sur BBC Radio 1 en 2005, Elle est « Mixmag Future Hero » en 2004,, et l'un de ses titres figure dans le top 4 des Hard Dance Awards 2008. En 2006, son titre Attack Warning sur le label Tidy Trax atteint la 46e place du UK Independent Singles Chart.
Elle dirige cinq labels : D'Amour Recordings (house), D-Day Recordings (tech, euro hard trance et hardstyle), D'Licious Recordings (UK hard house et hard dance), Transportal Digital (trance et progressive).
Elle suit une formation de pianiste classique et possède de nombreuses qualifications en production musicale, dont la plus récente est un BA Hons en production musicale, et étudie pour son master au Conservatoire de Leeds. Elle épouse Lee Haslam, un autre DJ, en août 2008, mais ils divorcent depuis. En 2021, Amber continue d'être DJ, y compris sur Twitch, et est également ambassadrice de la santé mentale, faisant régulièrement des livestreams pour parler et se connecter avec ses fans. Elle est également présentatrice radio à 97.8fm LDC Radio (Leeds Dance Community Radio) et son émission est tous les vendredis de 23:00 à 01:00,.